# Karrieremesse

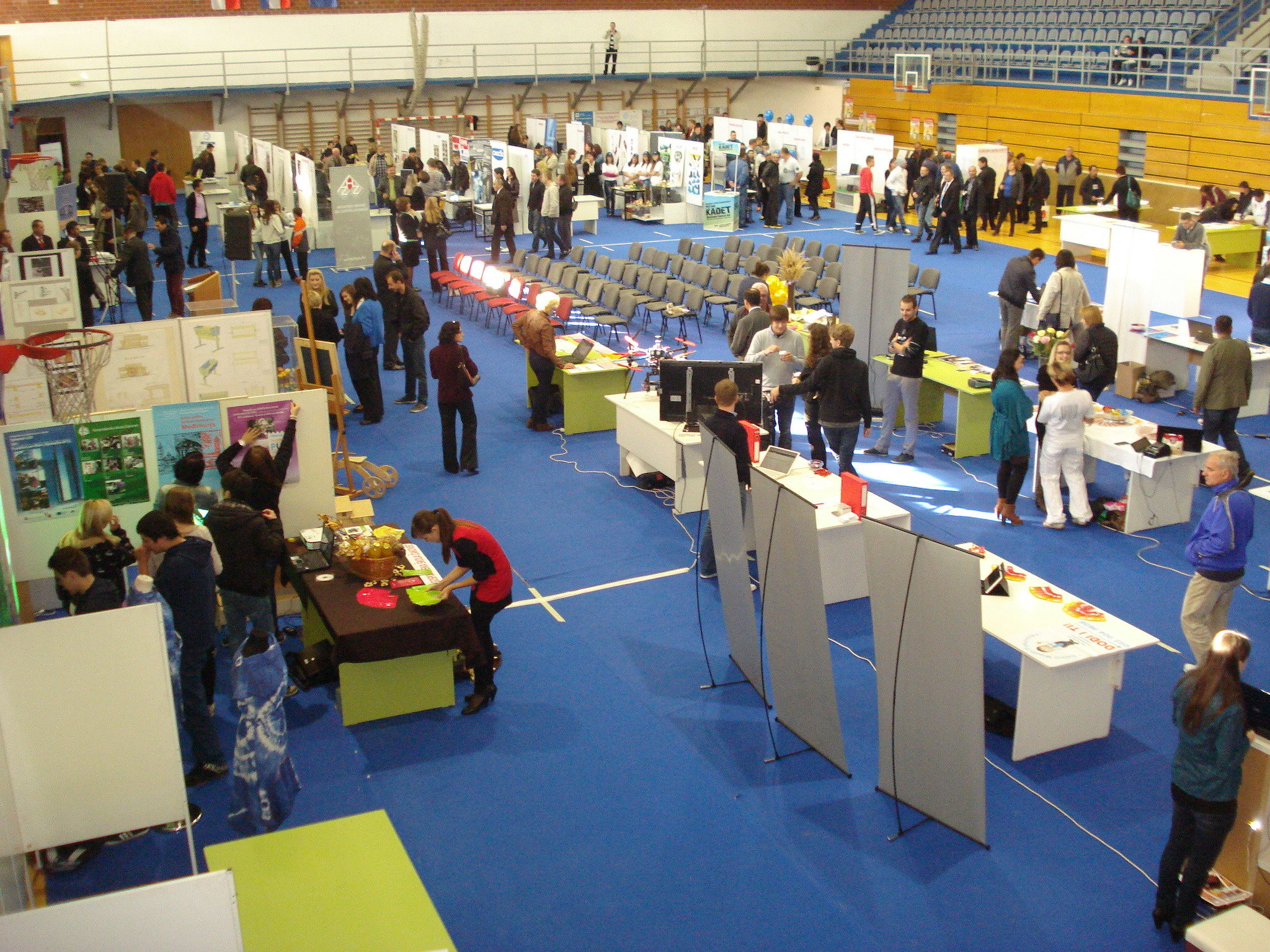
Eine Jobmesse in Čakovec, Kroatien

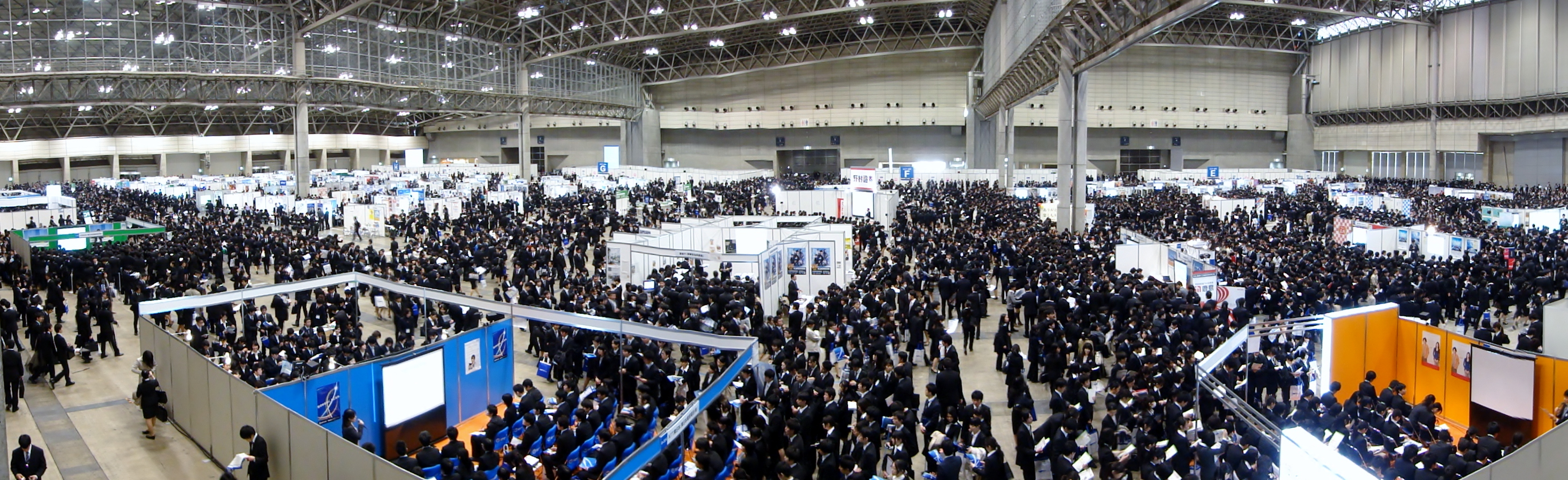
Eine Jobmesse in Tokio, Japan

Eine Karrieremesse ist eine Messe, die Kontakt zwischen Studenten und Absolventen, Berufstätigen sowie Arbeitssuchenden auf der einen Seite und Unternehmen aus Wirtschaft, Politik und Forschung oder Hochschulen auf der anderen Seite ermöglichen soll. 
Karrieremessen können unterschiedliche Schwerpunkte haben, etwa branchenspezifisch sein. Die Schwerpunkte und sind nicht immer klar voneinander abzugrenzen, Zielgruppen können sich überschneiden: Veranstaltungen werden bezeichnet als Berufs- oder Berufswahlmessen und Studienwahlmessen, Master-Messen, Unternehmens-/Firmenkontaktmessen und Jobmessen.

## Durchführung
Die Messen werden von Hochschulen, Vereinen, Dienstleistern, Unternehmensverbänden oder den Industrie- und Handelskammern durchgeführt. 
Als Unterstützer treten auch studentische Organisationen, etwa AIESEC, BEST oder bonding, auf.
Die erste als Arbeits- und Ausbildungsmesse angelegte Veranstaltung in Deutschland fand am 6. September 2004 in Osnabrück statt. Der Ideengeber hatte sich die Konzeption aus dem Immobiliensektor, wo Immobilienmessen stattfinden, abgeleitet.

## Inhalte
Karrieremessen bieten verschiedene Formate zur Kontaktaufnahme und Informationsvermittlung, gelegentlich auch Dienstleistungen an. Sowohl Gruppen, als auch Individuen werden angesprochen:
- Einzelgespräche (z. B. zu Karriereplanung, individuellen Förderungsmöglichkeiten)
- Vorträge (z. B. zu Studienfinanzierung oder Bewerbungsformalitäten)
- Diskussionsrunden
- Interviews mit „Messe-Paten“ und Experten
- Workshops und „Assessment-Parcours“

### Studienmesse
Eine Studienmesse ist eine Messe, die insbesondere zwischen Studieninteressenten und Ausbildungsstätten vermittelt. Es gibt auch Angebote, die auf beispielsweise ein Master-Studium oder eine Branche (Business Administration, IT oder ähnliches) eingeschränkt sind.

### Unternehmens- und Firmenkontaktmessen, Jobmessen
Besucher haben die Möglichkeit, mit Personalverantwortlichen in Kontakt zu kommen und über konkrete Angebote zu sprechen.
Neben den Absolventen stellen Studenten auf der Suche nach Praktika und Bachelor-/Masterarbeiten in den ausstellenden Firmen die zweitgrößte Besuchergruppe dar. Firmenkontaktmessen sind bei Studenten beliebt, da dort ein persönlicher Kontakt hergestellt werden kann.